# 短序越桔
短序越桔（学名：Vaccinium brachybotrys），为杜鹃花科越桔属下的一个植物种。